# Велика Ітча
Велика Ітча́ (рос. Большая Итча) — присілок в Якшур-Бодьїнському районі Удмуртії, Росія.
Населення — 15 осіб (2012; 18 в 2010).